# اختبار المخدرات لمنتسبي الرعاية الاجتماعية
اختبار المخدرات على منتسبي الرعاية الاجتماعية؛ اقترحت بعض الولايات في الولايات المتحدة الأمريكية قانوناً تطلب فيه اختبار المخدرات على الأشخاص مُقدمي الطلبات في الرعاية الأجتماعية. في عام 2017، 15 ولاية أمريكية اصدرت قانوناً تسمح لإختبار الحبوب لمنتسبي مقدمي طلبات الرعاية الإجتماعية بشكلٍ أولي في ما يتعلق بالمساعدة المؤقتة للعائلات المحتاجة للدفع.أُقترِح هذا القانون المتعلق بأختبار الحبوب على منتسبي الرعاية الأجتماعية في كندا والمملكة المتحدة، لكنه لم يُطبق، أما في أستراليا، فأنها تأخذ في عين الأعتبار برنامج تجريبي لهذا القانون.
في نيوزيلاندا، قد يُطلب من المنتسبي بعض الدُفعات لأخذ اختبار الحبوب في حال كان ذلك متطلباً من الموظف أو المتدرّب.

جدالات مع:
دَعَم مؤيدي هذه البرامج لعدة أهداف في عقولهم، من ضمنها: مساعدة مستخدمي الحبوب لدُفعات الرعاية الإجتماعية عن طريق إحالة هذه الإختبارات للعلاج، وتجنب الدعم المالي لعادات الحبوب من المال العام، وردع استخدام المخدرات، والتقليل من إنفاق الرعاية الإجتماعية في كل ولاية، ولحماية الأطفال.
جدالات ضد:
انتقدت الخصوم قوانين إنفاق المال أكثر من إدخاره.التكلفة لكل اختبار إيجابي تختلف لإختلاف برامج الولايات، لكنّ أوردت لِ أربعة عشر برنامج في سنة 2016 تكاليف لكل اختبار إيجابي نتيجة ما بين 200 دولار ألى 700 دولار.
انتقد إيريك ليو إختبارات المخدرات للمستفيدين من الرعاية الإجتماعية الذين يتم تشجعيهم من قِبل صُنّاع القرار الجمهوريين: كمنافقين لأنهم يشجعون أسلوب الحكومة في الطريقة الأبوية في المعاملة.يعتقد البعض أن اختبار المخدرات للمستفيدين من الرعاية الأجتماعية مربوط بالتفريق ضدّ مستفيدي الرعاية الأجتماعية أو بالعنصرية.
صرّحَ منفذو المجموعة غير الربحية (CLASP) أن القوانين سيكون لها أثر بارد على نيّة وجود مستفيدي الرعاية الإجتماعية ليتقبلوا على انفسهم إجراء علاج المخدرات."
بالإضافة إلى ذلك، كتب بروفيسور السياسة العامة «هارولد بولاك» أن هنالك برامج جسدية وعقلية أُخرى شائعة أكثر. لكن تستحوذ التخوفات غير الأخلاقية على إهتمام أقل من المشرّعين أو المجلس العام.عارض الاتحاد الأمريكي للحديات المدنية اختبارات الخير للمخدرات في فلوريدا وعبّر الأتحاد عن تخوفه في إقتراح سحب ولايات أخرى.  استنتجت كل المقالات العالمية المتعلقة بإختبار المخدرات على مستفيدي الرعاية الإجتماعية أن هذا الأختبار يخالف التعديل الرابع في دستور الولايات المتحدة،  ولهذا السبب تحتوي الكثير من البرامج فحص اولي باستخدام أداة تقييم نفسية للأشخاص المحتمل إصابتهم بمشاكل المخدات بعد ذلك يُحولوا للإختبار.) القبول الأخلاقي لإختبار المخدرات لمستفيدي الرعاية الصحية قد تمّ التشكيك فيه.

القوانين من قبل الدول:
أريزونا:
في عام 2009، أريزونا أسست قانوناً لإختبار المخدرات على مقدمي طلبات الرعاية الإجتماعية ممن لديهم إدانة بجريمة المخدرات.
فلوريدا:
في ديسمبر 2017، وقّع أسقطت قاضية فدرالية ماري ستنسون سكرايفن بقانون فلوريدا، الذي طُرح في أيّار 2011، والذي تضمّن خضوع مشتركين الرعاية الأجتماعية لإختبار المخدرات قبل حصولهم على المنافع،صادقَ محافظ فلوريدا، ديك سكوت، على القانون، وقال أنّه ينوي أستئناف قرار سكرايفن في محكمة الأستئناف الأمريكية.
جورجيا:
في أبريل 2014، وقّع محافظ جورجيا ناثال ديل على وثيقة تطلب اختبار المخدرات لمقدمي طلبات الرعاية الإجتماعية على من اشتبه فيهم موظفيهم باستخدام المخدرات.

ميتشغان:
في عام 1999، قُدِّم برنامج تجريبي لإختبار المخدرات على منتسبي الرعاية الإجتماعية لكنّه انتهى بعد القيام بتحدي شرعي والذي خَرَقَ التعديل الرابع من الدستور.  في ديسمبر 2014، وقّع محافظ ميتشغان وثيقة لبدء برنامج تجريبي إذا تم الأشتباه بمشتركي الرعاية الأجتماعية باستخدامهم المخدرات في أقاليم ميتشغان الثلاثة.

أَتواه:
منذ أغسطس 2012إلى تموز 2013، أنفقت ولاية أتواه ما يفوق 30 ألف دولار على اختبار المخدرات على مشتركي الرعاية الإجتماعية. ادّعى ممثّل الولاية براد ويلسون في أيلول 2013، أنّ هذا البرنامج وفّر أكثر من 350 ألف دولار بناءً على تدني 247 مقدّم لطلب المساعدة المؤقتة للعائلات المحتاجة (المعروفة ب TANF) بعد أنّ بدء اختبار المخدرات.
ويسكنسن:
سكوت واكر، أقّر المحافظ السابق لولاية ويسكنسن، على قانون اختبار المخدرات على منتسبي الرعاية الإجتماعية.
معدلات النتائج الإيجابية لإختبار المخدرات:
في فلوريدا، في عامي 1999 - 2000، 5.5% أعادت بنتائج إيجابية بتحليل البول الكيميائي في برنامج تجريبي لإختبار المخدرات. وَجدت دراسة في عام 2015 من قِبل "Think Progress" أنّ منضمن سبع ولايات قدموا بيانات على اختبار المخدرات في الرعاية الإجتماعية. وادة من ضمن السبع ولايات فقط حصلت على عدل استخدام أكثر من 1% ." أوضحت تحاليل لبيانات تخص برامج ولايات أمريكا المزوّدة من "CLASP" أن من كامل التعداد السكاني المَختار في تسع ولايات، 19% عاد بنتائج إيجابية، أو 57% إذا رفضوا الاختبار، يتم التعامل معهم كنتائج إيجابية ايضاً.